# Gebirgsverein für die Sächsische Schweiz

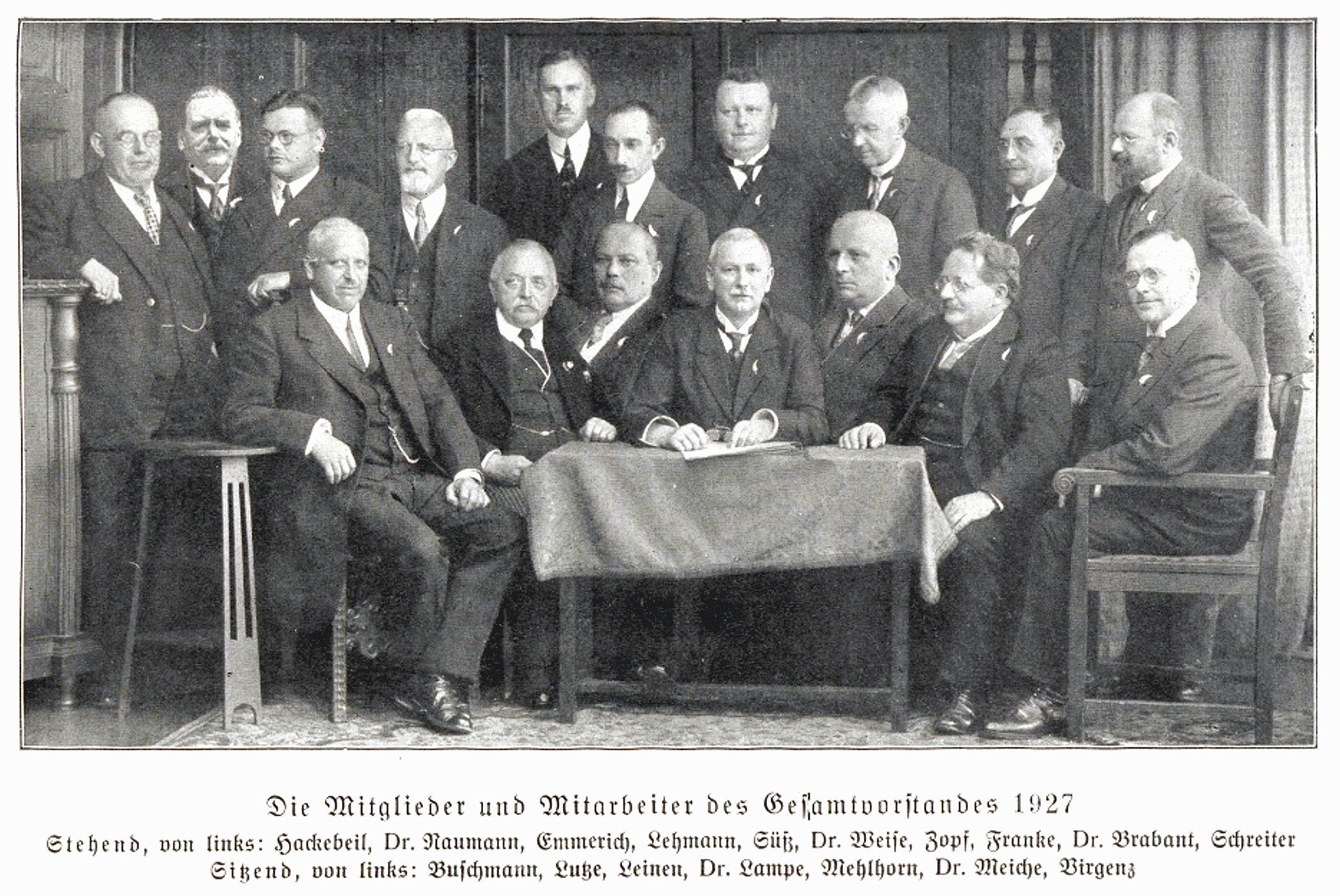
Gesamtvorstand des Gebirgsvereins für die Sächsische Schweiz. 1927

Der Gebirgsverein für die Sächsische Schweiz war ein von 1877 bis 1945 bestehender touristischer Verein, der maßgeblichen Anteil an der Erschließung des Elbsandsteingebirges für breite Bevölkerungskreise hatte.

## Geschichte

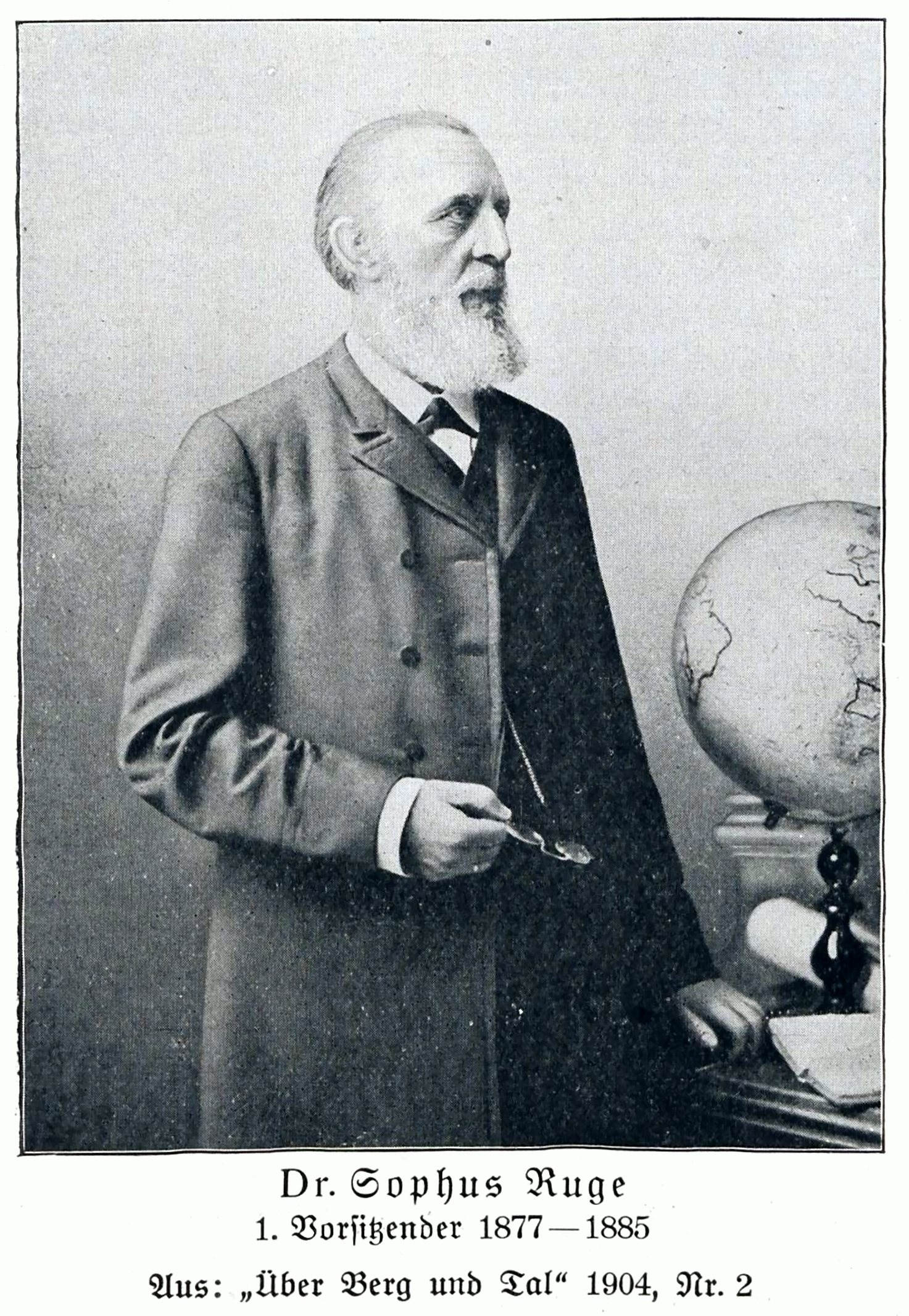
Sophus Ruge, Gründer und 1. Vorsitzender des Gebirgsvereins für die Sächsische Schweiz von 1877 bis 1885

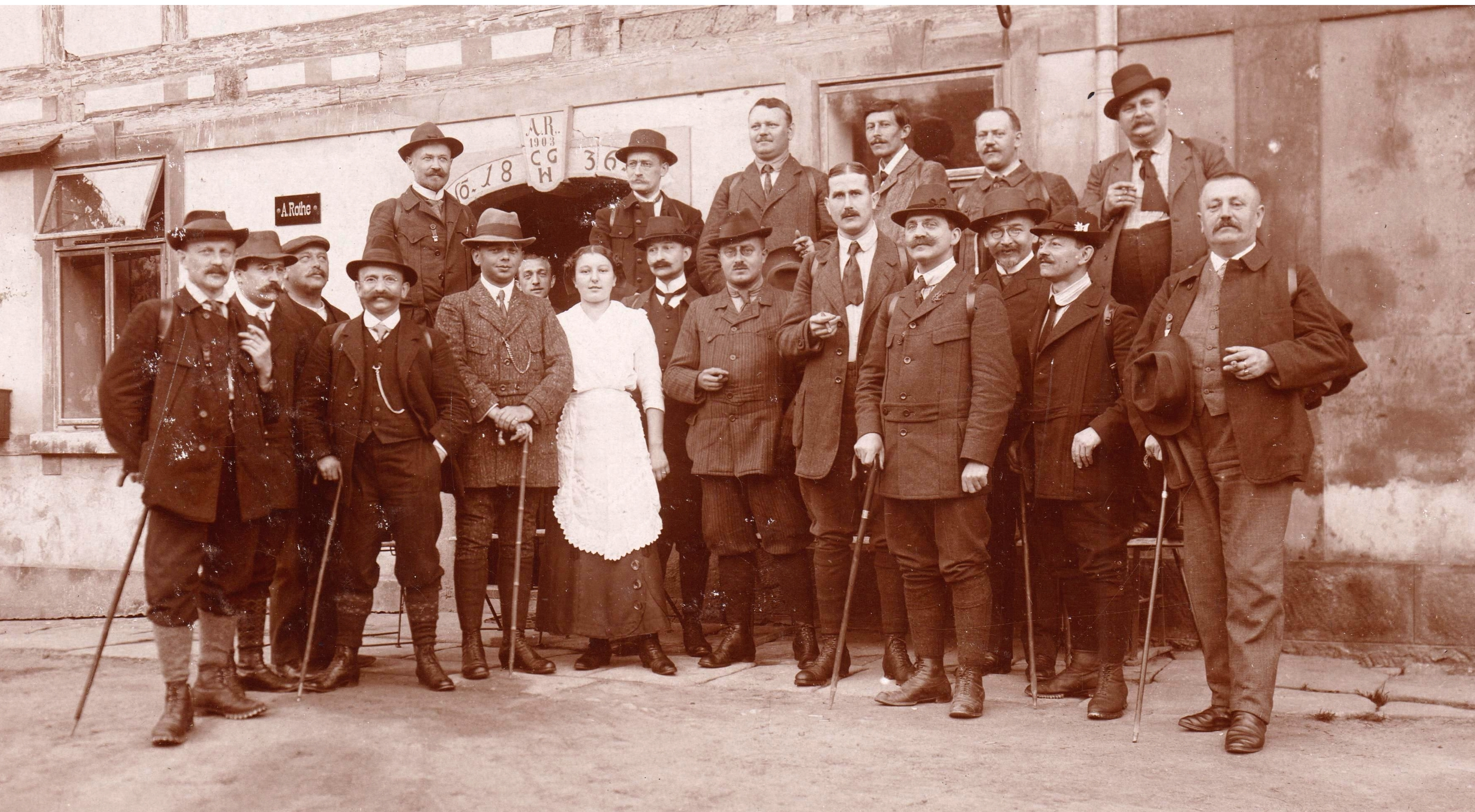
Mitglieder der Ortsgruppe Radeberg des Gebirgsverein für die Sächsische Schweiz (1913)

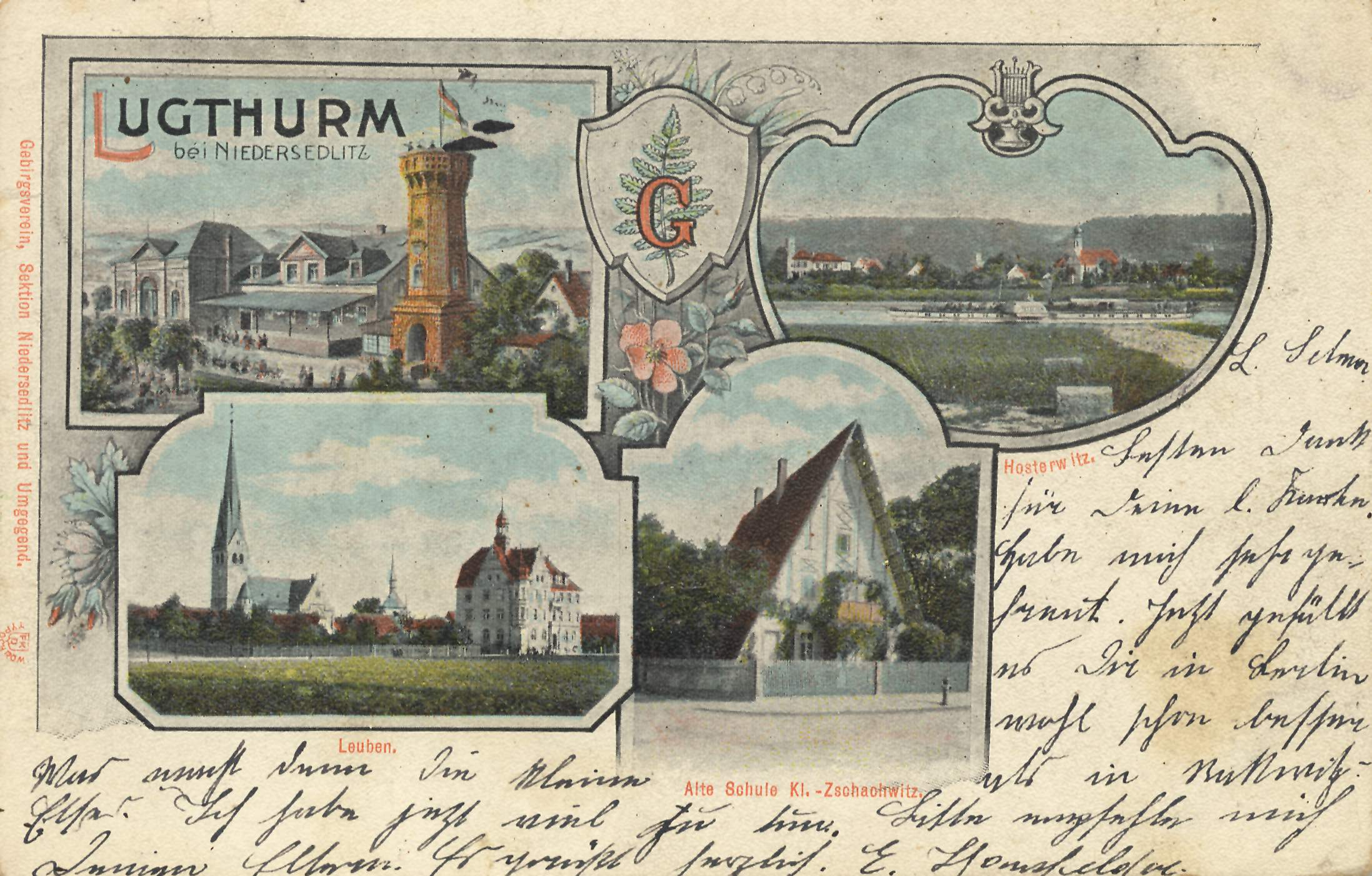
Blick auf den Lugturm bei Niedersedlitz, einer der ersten vom Verein errichteten Aussichtstürme, die Karte zeigt auch den Farnwedel als Symbol des Vereins

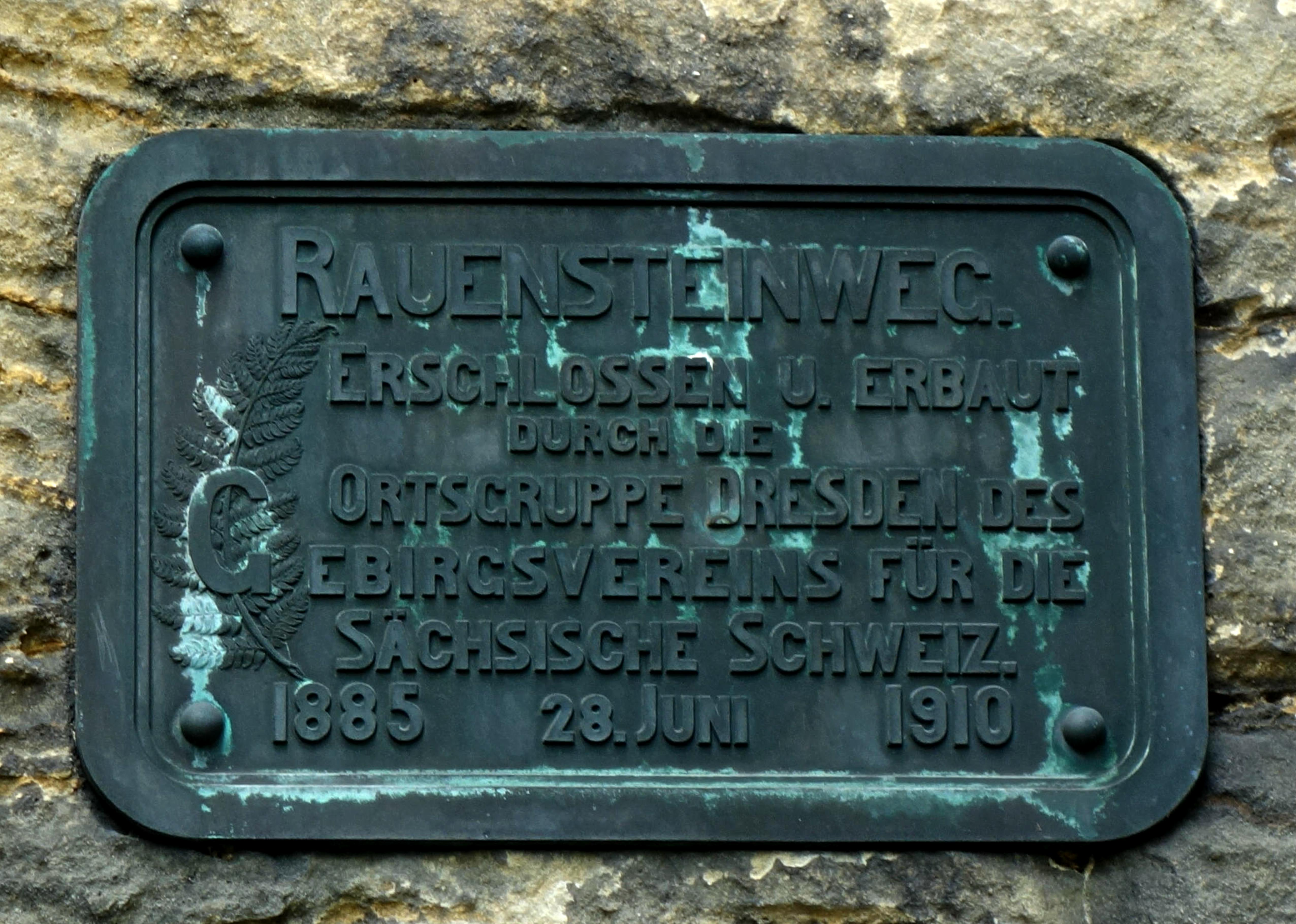
Gedenkplatte am Rauenstein

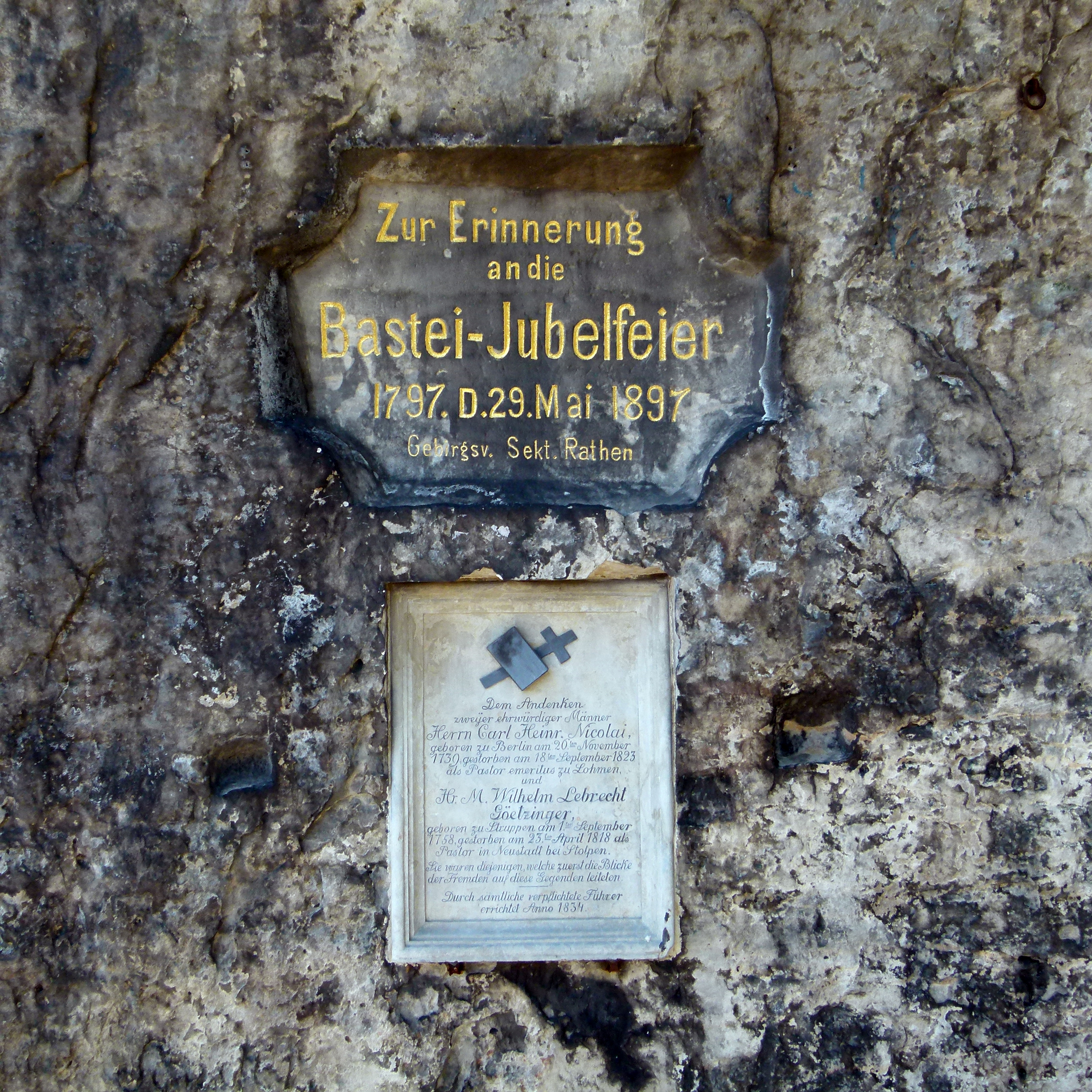
Gedenkinschrift an der Basteibrücke

Basierend auf einer Initiative des Kleingießhübeler Lehrers Ernst August Rommel erfolgte im Oktober 1877 in Bad Schandau eine Vorbesprechung zur Vereinsgründung und am 25. November 1877 in Pirna die eigentliche Vereinsgründung als Gebirgsverein für die sächsisch-böhmische Schweiz. Den Vereinsvorsitz übernahm Sophus Ruge aus Pirna. Hauptziele des Vereins waren die wissenschaftliche Erforschung des Elbsandsteingebirges sowie dessen touristische Erschließung.
Dafür war der Verein in verschiedene lokale Sektionen bzw. Ortsgruppen gegliedert, die unterhalb des Trägervereins eigene Vereinsstrukturen bildeten. Die erste Sektion wurde schon wenige Tage nach der Vereinsgründung am 28. November 1877 in Königstein gegründet. Weitere Sektionen folgten im gleichen Jahr noch in Pirna (30. November), Dresden (6. Dezember), Sebnitz (6. Dezember), Hohnstein (11. Dezember), Bad Schandau (14. Dezember) und Stadt Wehlen (16. Dezember).
Sektionen entstanden auch in Orten jenseits des Elbsandsteingebirges, so z. B. in Berlin (1883–1884), Leipzig (1887–1916), Geising (1892–1902), Bärenstein (1894–1902) und Ottendorf-Okrilla (1903–1920). Die Jahreszahlen geben an, dass die Sektionen – auch in Orten im Elbsandsteingebirge selbst – teilweise nur wenige Jahre bestanden.
Unstimmigkeiten bewirkten, dass sich aus der Sektion Dresden bereits 1879 der Vaterländische Gebirgsverein Saxonia abspaltete, der 1890 jedoch wieder in den Gebirgsverein eingegliedert wurde. Schon 1878 hatte sich auch im böhmischen Teil des Elbsandsteingebirges der Gebirgsverein für die Böhmische Schweiz etabliert, 1885 folgte der Gebirgsverein für das nördlichste Böhmen. Damit musste der ursprünglich bei der Vereinsgründung angedachte Ansatz des grenzübergreifenden Wirkens des Vereins überdacht werden. Seit 1890 erfolgte deshalb die Konzentration der Vereinstätigkeit auf den sächsischen Teil des Elbsandsteingebirges verbunden mit einer Umbenennung in Gebirgsverein für die Sächsische Schweiz.
Dem Vereinsgründer Sophus Ruge ist auch die Herausgabe der Vereinszeitung „Über Berg und Thal“ zu verdanken, deren erste Nummer am 17. März 1878 erschien. Die Hefte wurden bei H. Ostermanns Erben in Pirna verlegt. Die große Sektion Dresden gab einige ihrer Jahresberichte des Gebirgsvereins für die Sächsische Schweiz ebenfalls in Druck heraus. Ferner gab es einige Jahre auch ein Jahrbuch des Gebirgsvereins für die Sächsische Schweiz.
Die Vereinszeitschrift und die Jahrbücher dienten dem Vereinsanspruch der wissenschaftlichen Forschung und enthielten verschiedene wissenschaftliche Abhandlungen. Markant waren dabei u. a. die Veröffentlichungen von Alfred Meiche: Die Burgen und vorgeschichtlichen Wohnstätten der sächsischen Schweiz (1907) und Ein Mühlenbuch. Von Mühlen und Müllern im Arbeitsgebiet des Gebirgsvereins für die Sächsische Schweiz (1927). In Letzterem ist als Anhang der Beitrag 50 Jahre Gebirgsverein von Karl Lampe (Dresden) enthalten, der von 1920 bis 1945 Vorsitzender des Vereins war.
Insgesamt trat die wissenschaftliche Forschungsarbeit gegenüber der touristischen Erschließung und Förderung jedoch nach dem Ende des Ersten Weltkrieges in den Hintergrund. Die letzte Ausgabe der Vereinszeitschrift wurde im März 1943 herausgegeben.
Die ursprünglich auch vorgesehene Gründung eines eigenen Vereinsmuseums konnte nicht umgesetzt werden, auch weil innerhalb des Vereins Uneinigkeit über den Standort bestand. Teile der umfangreichen Sammlungen des Vereins wurden von 1886 bis 1940 in den Räumen des Stadtmuseum Pirna präsentiert. Erhaltene Teile der Sammlung werden heute noch vom Stadtmuseum Pirna verwahrt.
Der Gebirgsverein konnte in der Frühphase ein rasches Wachstum der Mitgliederzahlen verzeichnen, auch weil Prinz Georg von Sachsen (ab 1902 König von Sachsen) 1878 die Schirmherrschaft des neu gegründeten Vereins übernommen hatte. Auch König Friedrich August III. führte die Schirmherrschaft bis 1918 weiter. Schon Ende 1878 zählte der Verein knapp 850 Mitglieder in 22 Sektionen bzw. Ortsgruppen. Insgesamt bestanden im Laufe der Vereinsgeschichte 75 Sektionen bzw. Ortsgruppen, die jedoch teilweise nur kurze Zeit aktiv waren. Vor dem Ersten Weltkrieg erreichte die Vereinstätigkeit mit 51 Ortsgruppen und ca. 4500 Mitgliedern einen Höhepunkt. 1933 bestanden 37 Ortsgruppen mit reichlich 3400 Mitgliedern, darunter 480 Mitglieder in der größten Ortsgruppe Dresden.
Mit Wirkung zum 1. Januar 1941 ist Walter Elsner die Leitung des Gesamtvorstandes des Vereins übertragen worden, die seit 1920 Karl Lampe innehatte. Unter Elsners Führung ist der Verein am 24. April 1941 in Elbgebirgsverein e. V. Sitz Pirna umbenannt und der Vorstand neu strukturiert worden. Die Eintragung im Vereinsregister erfolgte am 12. Juni 1941.
Die Vereinstätigkeit wurde 1945 nach dem Ende des Zweiten Weltkrieges im Zuge des Verbotes allgemeiner Vereinstätigkeiten eingestellt.
In der Tradition des Gebirgsvereins für die Sächsische Schweiz bestehen heute im ehemaligen Vereinsgebiet noch der Gebirgsverein 1899 Berggießhübel e. V. (seit 8. März 1878 Ortsgruppe Berggießhübel, 1992 Wiedergründung) und der Gebirgsverein Heimatfreunde Kurort Gohrisch e. V. (seit 10. Februar 1901 Ortsgruppe, 1990 Wiedergründung).

## Vereinsvorsitzende
- 1877–1885:  Sophus Ruge
- 1885–1903:  Oscar Lehmann
- 1903–1905:  Bernhard Muth
- 1905–1913: Alfred Meiche
- 1913–1920: Arthur Wallenstein
- 1920–1940: Karl Lampe
- Januar 1941–Mitte 1941: Walter Elsner
- ab Mitte 1941: Johannes Lehmann

## Symbol und Motto

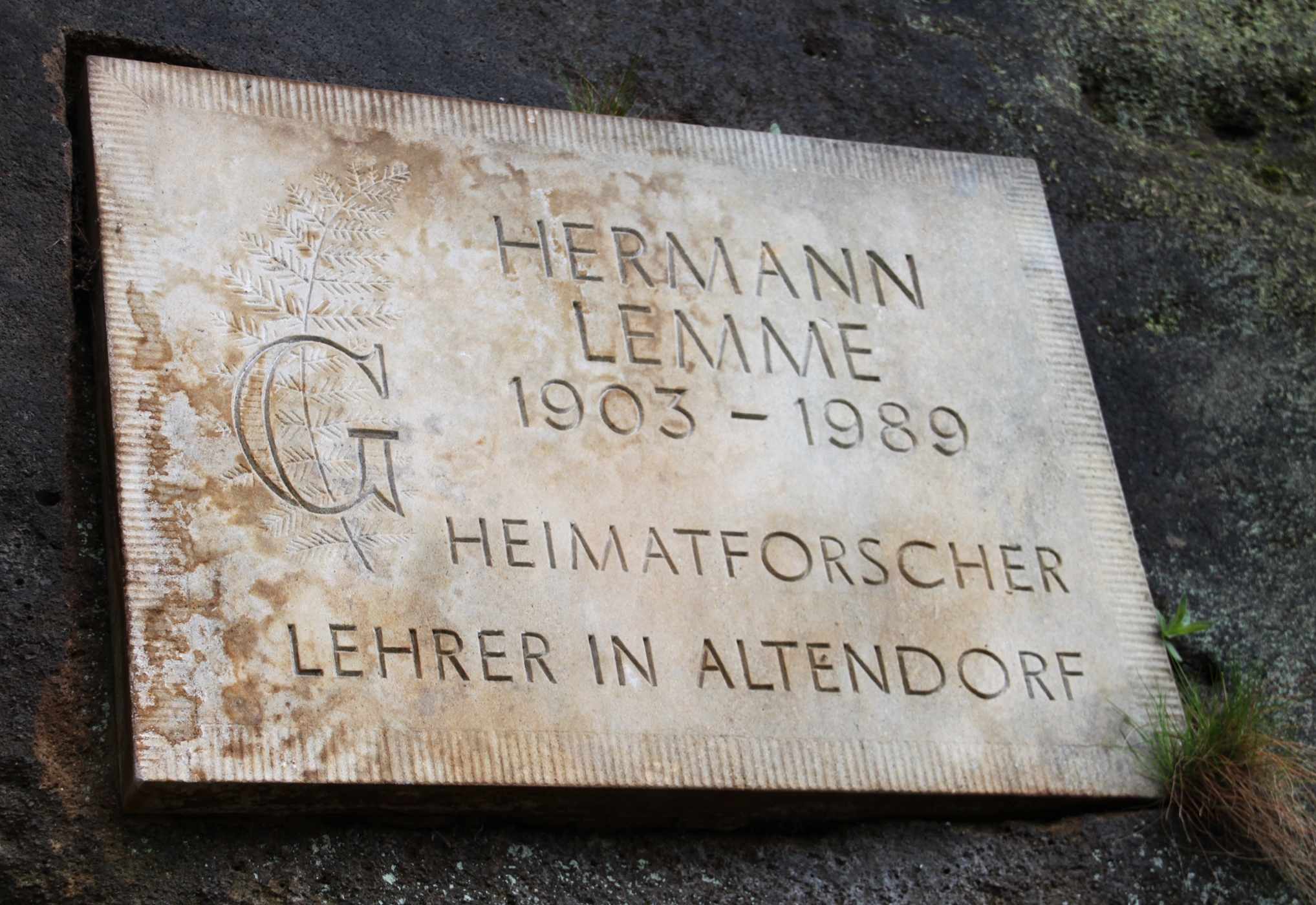
Gedenktafel für den Heimatforscher Hermann Lemme mit dem Symbol des Gebirgsvereins

Als Symbol des Gebirgsvereins wurde 1878 der Wedel des Echten Wurmfarnes (Aspidium filix-mas) als einer typischen Pflanzen des Elbsandsteingebirges gewählt. Auf dem Wedel war ein großes „G“ als Abkürzung für Gebirgsverein angebracht. Motto des Vereins war der Spruch Über Berg und Tal, der zugleich Titel der Vereinszeitschrift war.

## Bauten (Auswahl)
In seinen Aktivitäten zur touristischen Erschließung konzentrierte sich der Gebirgsverein nicht nur auf die Sächsische Schweiz, sondern auch auf die angrenzenden Landschaften der Lausitz und des Osterzgebirges. Die nachfolgende  Auflistung ist – soweit bekannt – chronologisch sortiert. Die Maßnahmen wurden dabei teilweise auch im Zusammenwirken mit der staatlichen Forstverwaltung umgesetzt.
- Wanderweg auf den Gamrig (1878, Sektion Dresden)
- Steiganlagen, Schutzhütte und Aussichtsturm am Königsplatz (1879, Sektion Hinterhermsdorf, Turm nicht mehr vorhanden)
- Aussichtsturm auf dem Augustusberg (1880, Sektion Gottleuba)
- Aussichtsturm (Lugturm) auf der Lughöhe in Kleinluga (1880, Sektion Niedersedlitz)
- Aussichtspunkt Kleine Bastei oberhalb der Punkenhöhle östlich von Krippen (1880, Sektion Schöna-Reinhardtsdorf)
- Erschließung des Aussichtspunktes Tannenbusch oberhalb von Bad Gottleuba (1881)
- Promenadenweg an der Müglitz zwischen Köttewitz und Weesenstein (1881)
- eiserner Aussichtsturm auf dem Kienberg bei Tharandt unweit des Grabes von Heinrich Cotta (1881, später auf den Landberg versetzt, nicht mehr vorhanden)
- Aussichtsgerüst an der Mockethaler Linde an der Straße von Mockethal nach Dorf Wehlen (1882, Sektion Wehlen, nicht mehr vorhanden)
- Schutzhütte auf dem Hockstein (1882, Sektion Dresden)
- Schutzhütte auf dem Großen Zschirnstein (1882, Sektion Schöna-Reinhardtsdorf, nicht mehr vorhanden)
- Mühlpromenade zwischen der Lochmühle und der Daubemühle im Liebethaler Grund (1882, Sektion Pirna, heute Teil des Malerweges)
- Sicherungs- und Restaurierungsarbeiten an der Barbarakapelle in der Dippoldiswalder Heide (1882)
- Schutzhütte am Hermannseck oberhalb des Kirnitzschtals bei Hinterhermsdorf, Benennung nach dem zuvor verstorbenen Oberförster Hermann Schlegel (1882, Vaterländischer Gebirgsverein Saxonia)
- Jäckel-Medaillon am Jäckelfels am bequemen Aufstieg zum Pfaffenstein in Erinnerung an Karl Gottlob Jäckel, Erschließer des Felsens (1882, Vaterländischer Gebirgsverein Saxonia)
- Aussichtsturm auf der Götzingerhöhe (1883)
- Aussichtsturm auf dem Papststein (1883, Sektion Königstein, nicht mehr vorhanden)
- Erhaltungsmaßnahmen an der Ruine der Burg Wehlen (seit 1883 im Eigentum des Vereins)
- künstliche Burgruine auf dem Bad Schandauer Schlossberg (1883, Sektion Bad Schandau)
- Aussichtspunkt auf dem Katzstein (1883, Sektion Cunnersdorf)
- Bergpromenadenweg (heute Bertheltspromenade) in Krippen (1884, Sektion Krippen)
- Aufstieg, Gratweg und Schutzhütte auf dem Kohlbornstein (1884, Sektion Krippen, Schutzhütte nicht mehr vorhanden)
- Erneuerung der verfallenen Wege auf den Bernhardstein samt Aussichtspodium (1884, Sektion Schweizermühle, Aussichtspodium nicht mehr vorhanden)
- Aussichtsgerüst an der Babisnauer Pappel (1885)
- Aussichtsturm auf dem Unger (1885, Sektion Neustadt)
- Gratweg über den Rauenstein (1885, Sektion Dresden)
- Aussichtsgerüst auf dem Wolfshügel in der Dresdner Heide (1886, Sektion Dresden)
- Weg durch die Schwedenlöcher (1886, Sektion Dresden)
- Götzinger-Gedenktafel im Diebskeller am Kleinen Bärenstein (1886)
- Wanderwege auf den Gohrisch (1886, zusammen mit dem königlichen Oberförster Emil Grünwald)
- Burglehnpfad in Pirna-Copitz (1887, Sektion Pirna)
- Wettin-Obelisk auf dem Lilienstein (1889)
- Wildschützensteig und Jägersteig auf die Schrammsteine sowie Ausbau des Schrammsteingratweges und Sicherung der Schrammsteinaussicht durch Geländer (1890, Sektion Postelwitz)
- Aussichtskanzel auf dem Großstein (1890)
- Aussichtspunkt Kellerfels am Bergpromenadenweg (heute Bertheltspromenade) in Krippen (1893, Sektion Krippen)
- Gedenktafel für die Bastei-Jubiläumsfeier (1897)
- Aussichtsturm auf der Panoramahöhe (1900, Sektion Berggießhübel)
- Baude und Aussichtsturm auf dem Finkenberg bei Sebnitz (1901, Sektion Sebnitz, Turm nicht mehr vorhanden)
- Botanischer Garten Bad Schandau (1902)
- Wanderweg und Schutzhütte auf dem Breiten Stein bei Dürrröhrsdorf-Dittersbach (1902, Sektion Dürrröhrsdorf)
- talseitiger Aufstieg zum Aussichtspunkt Kleine Bastei oberhalb der Punkenhöhle östlich von Krippen (1908, Sektion Krippen)
- Baude auf dem Wilisch (1909, Ortsgruppe Kreischa und Umgebung, heute verfallen)
- Gratweg, Aussichtspunkt und Schutzhütte auf dem Großen Pohlshorn (1911, Ortsgruppe Hinterhermsdorf)
- Wegweisersäule am Zugang zum Amselgrund (1926, Ortsgruppe Rathen)
- Aussichtspunkt auf dem Kohlberg bei Bielatal (1932, Ortsgruppe Schweizermühle und Umgebung)
- Ersatzneubau des Aussichtsturms auf dem Papststein (1937, Sektion Königstein, nicht mehr vorhanden)
- Kammweg und Aussichtspunkt auf dem Lampertsstein (Ortsgruppe Schweizermühle und Umgebung)
- Promenadenweg vom Weifberg zum Wachberg (Sektion Hinterhermsdorf)
- Fußweg am Aschergraben von Zinnwald nach Altenberg

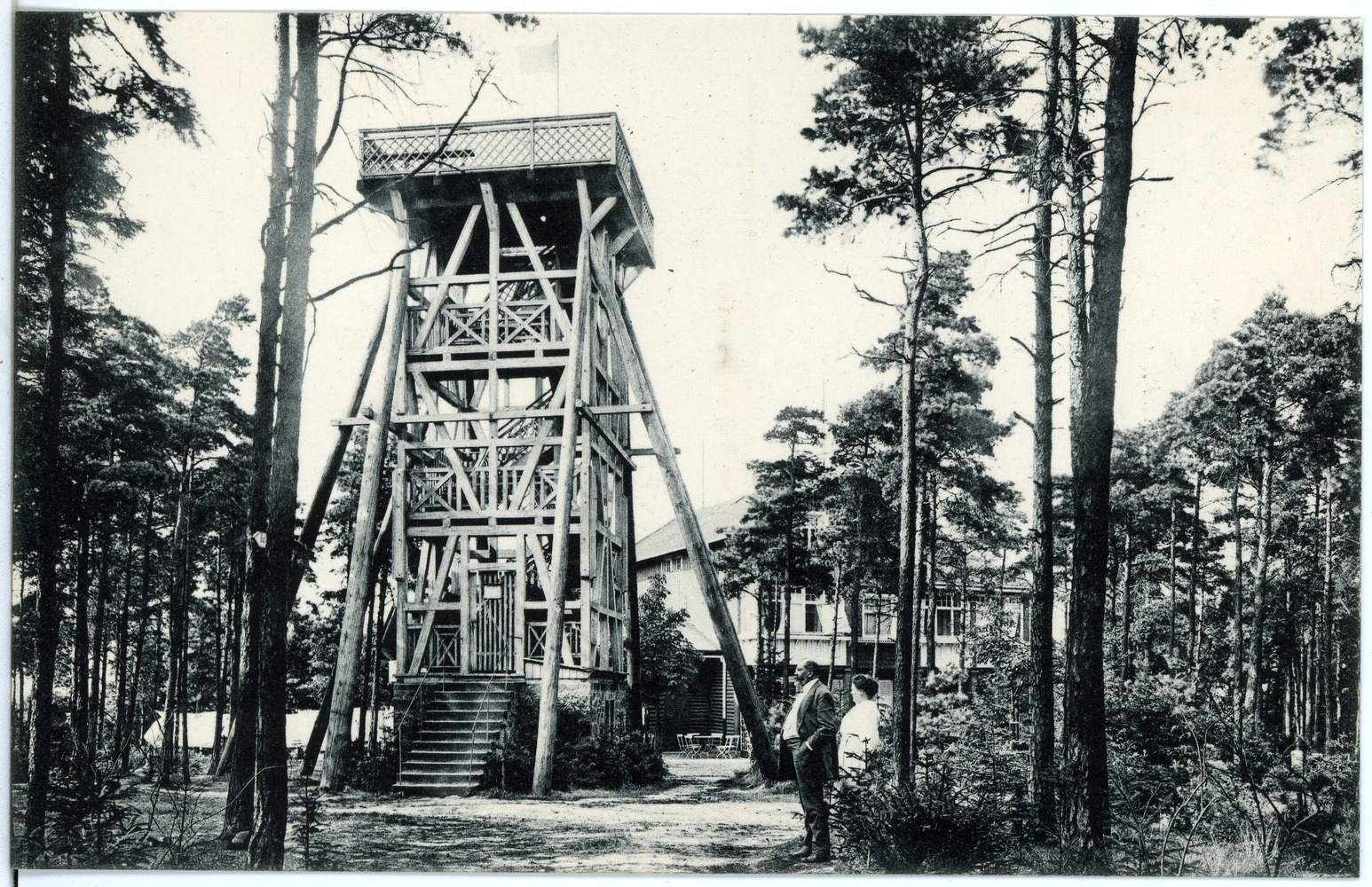
Aussichtsturm auf dem Augustusberg (errichtet 1880)
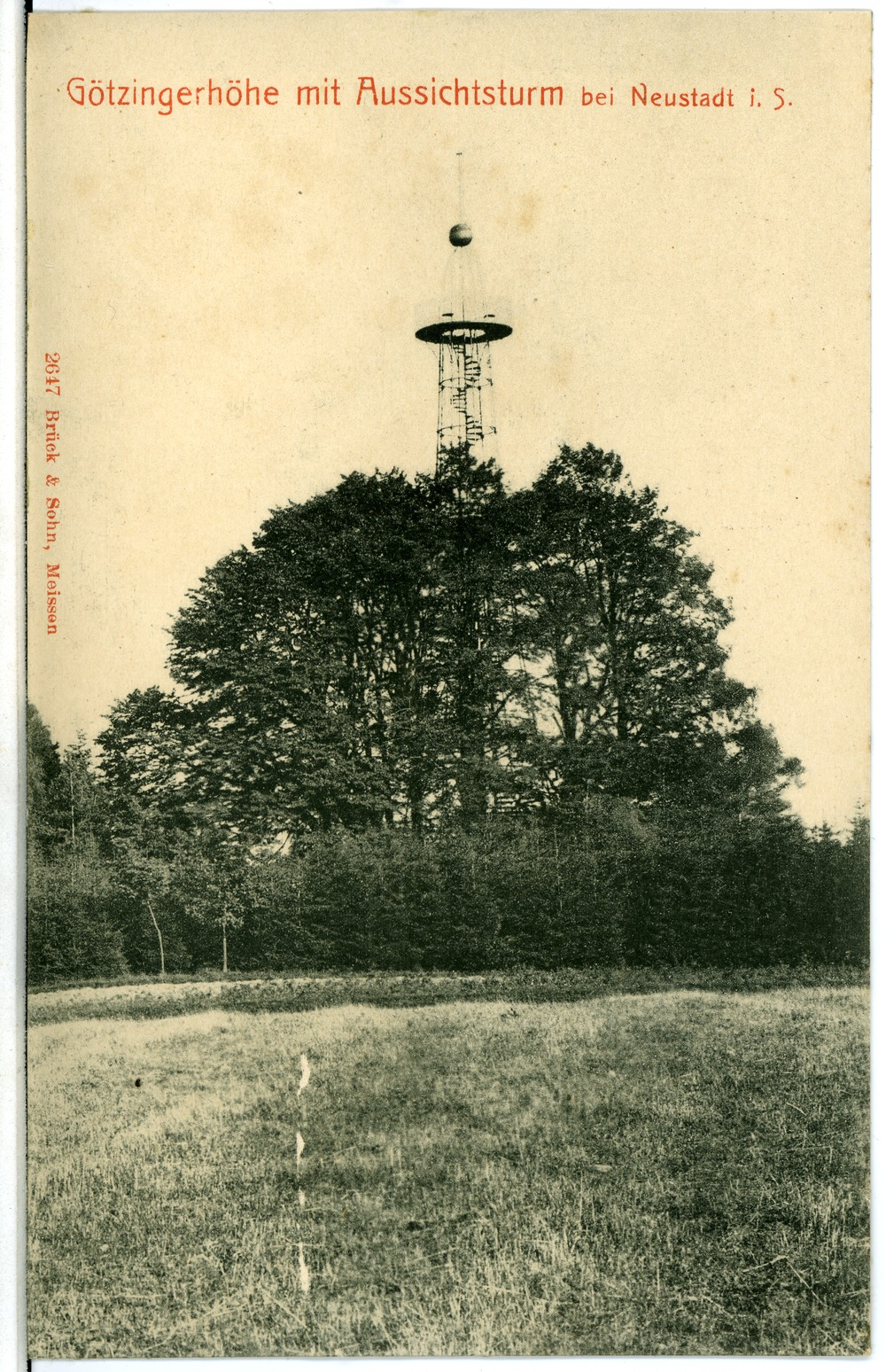
Aussichtsturm auf der Götzingerhöhe (errichtet 1883)
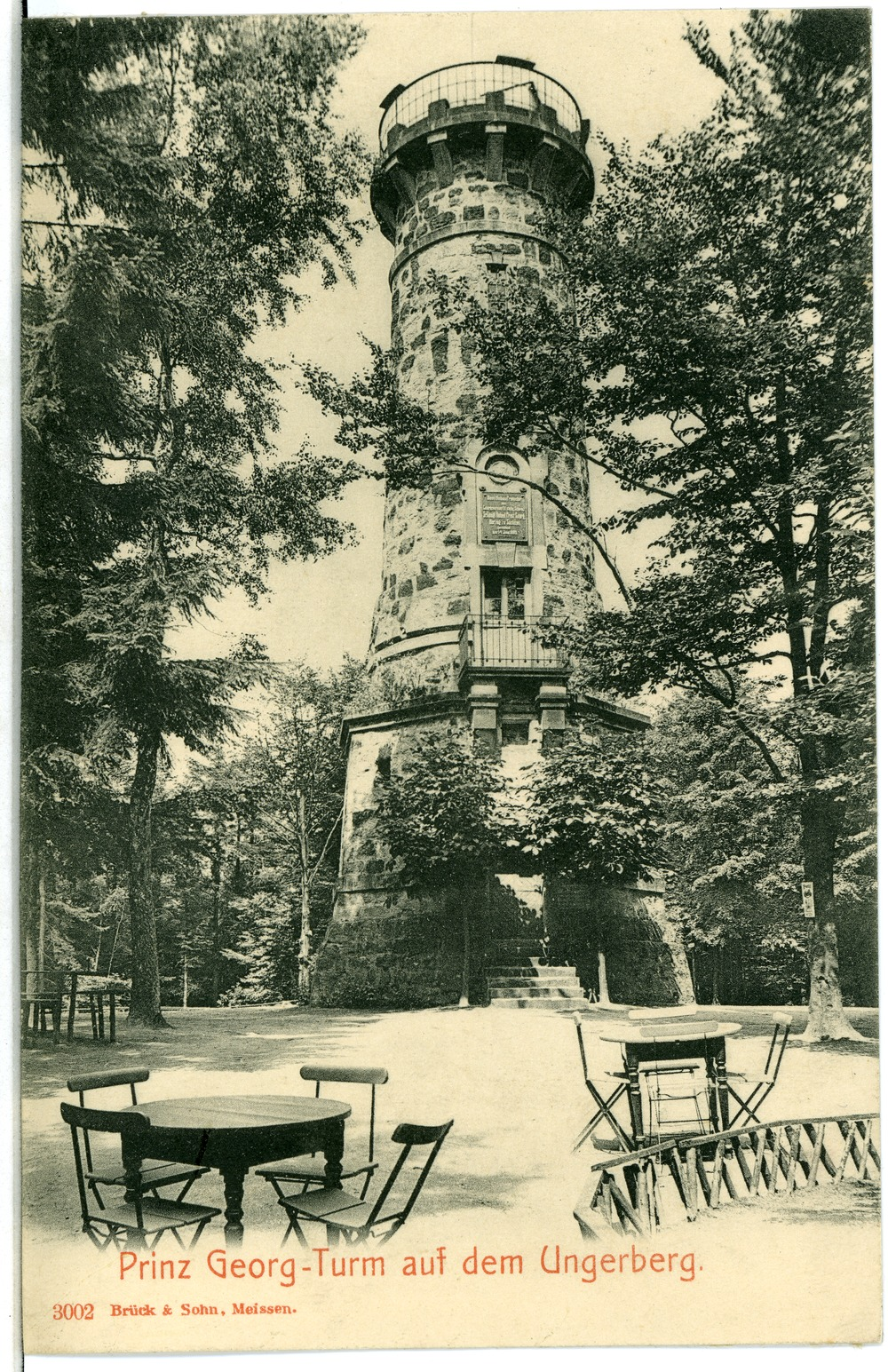
Aussichtsturm auf dem Unger (errichtet 1885)
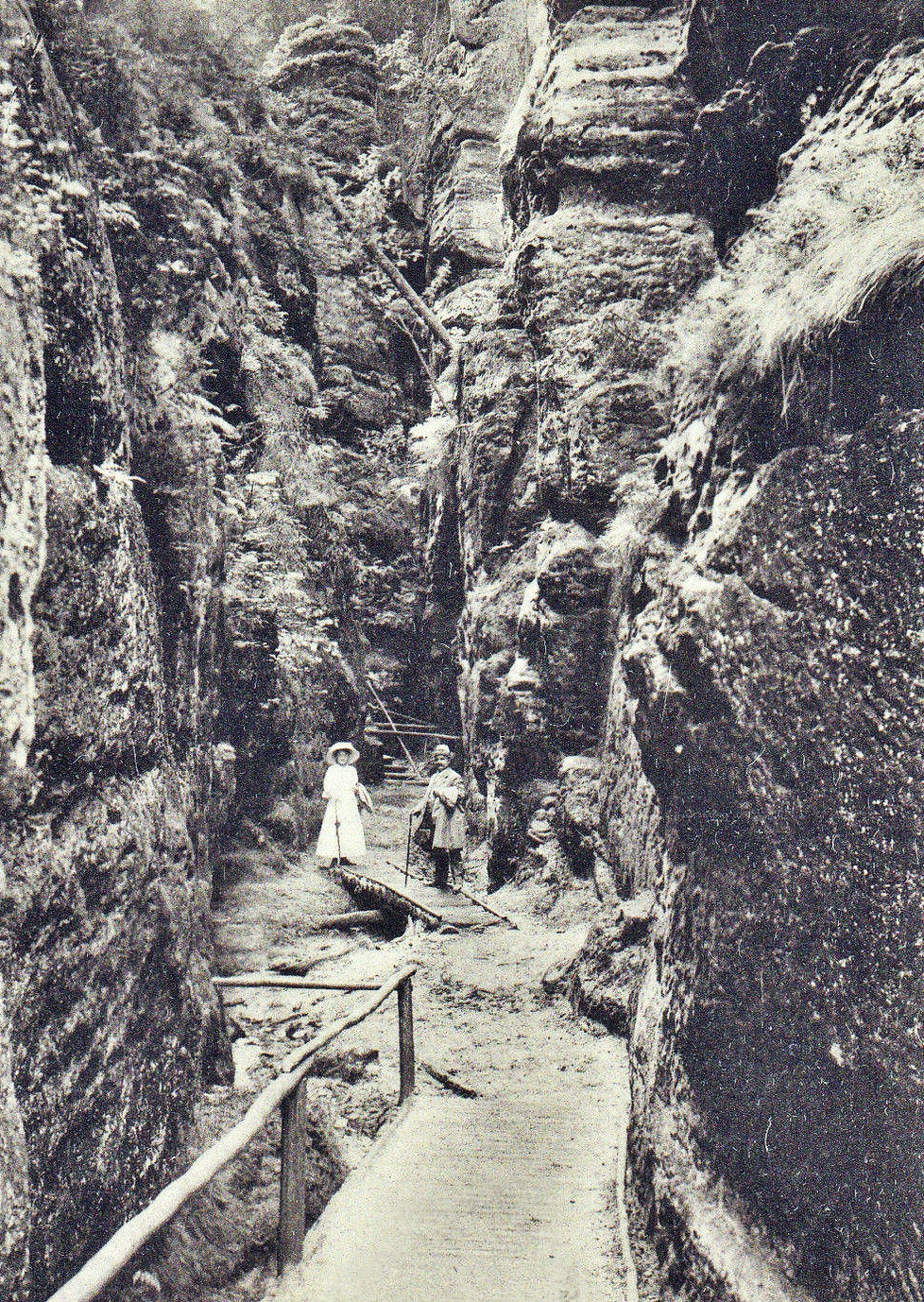
Weg durch die Schwedenlöcher (angelegt 1886)
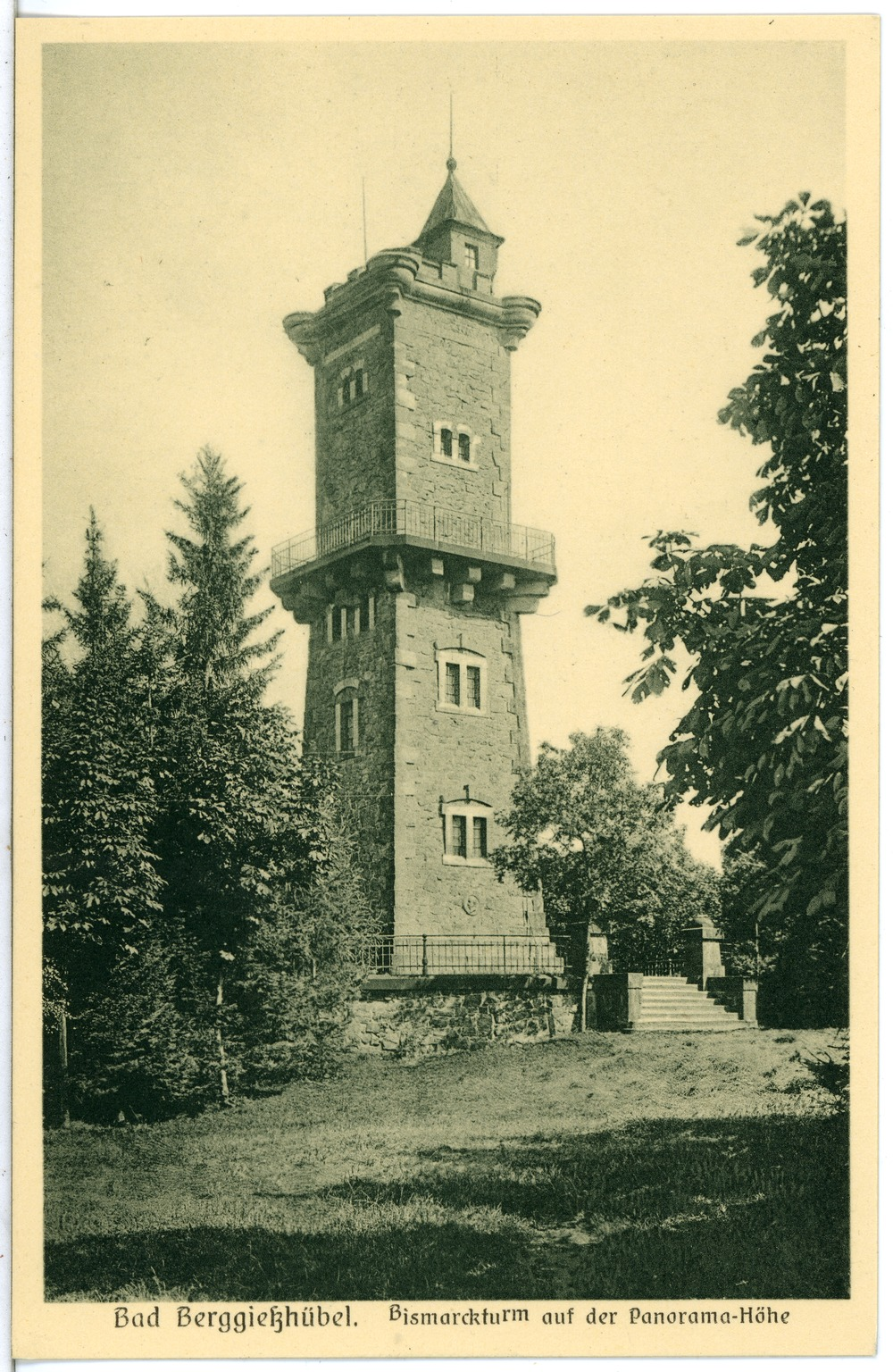
Aussichtsturm auf der Panoramahöhe (errichtet 1900)
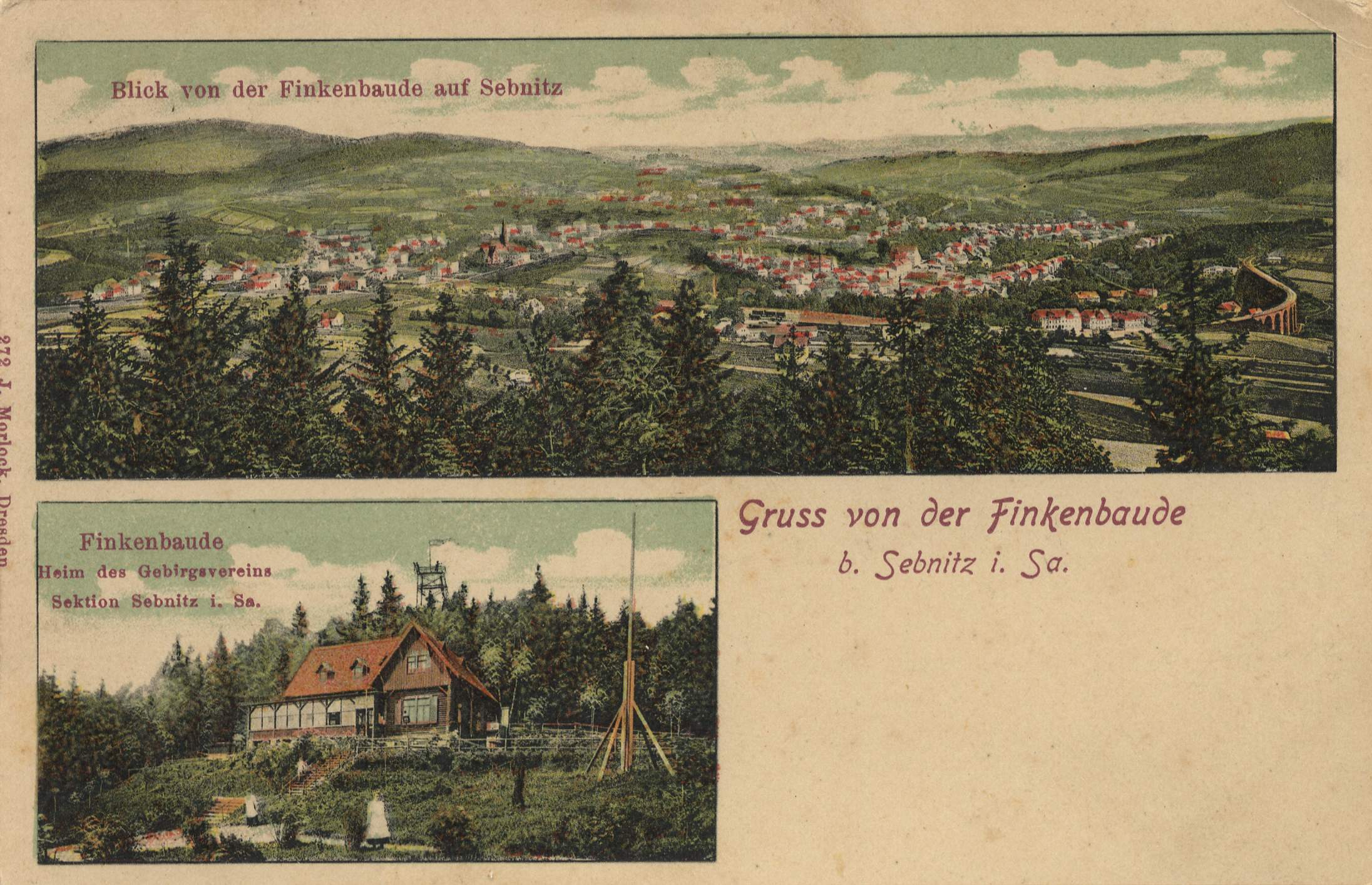
Turm und Baude auf dem Finkenberg (errichtet 1901)
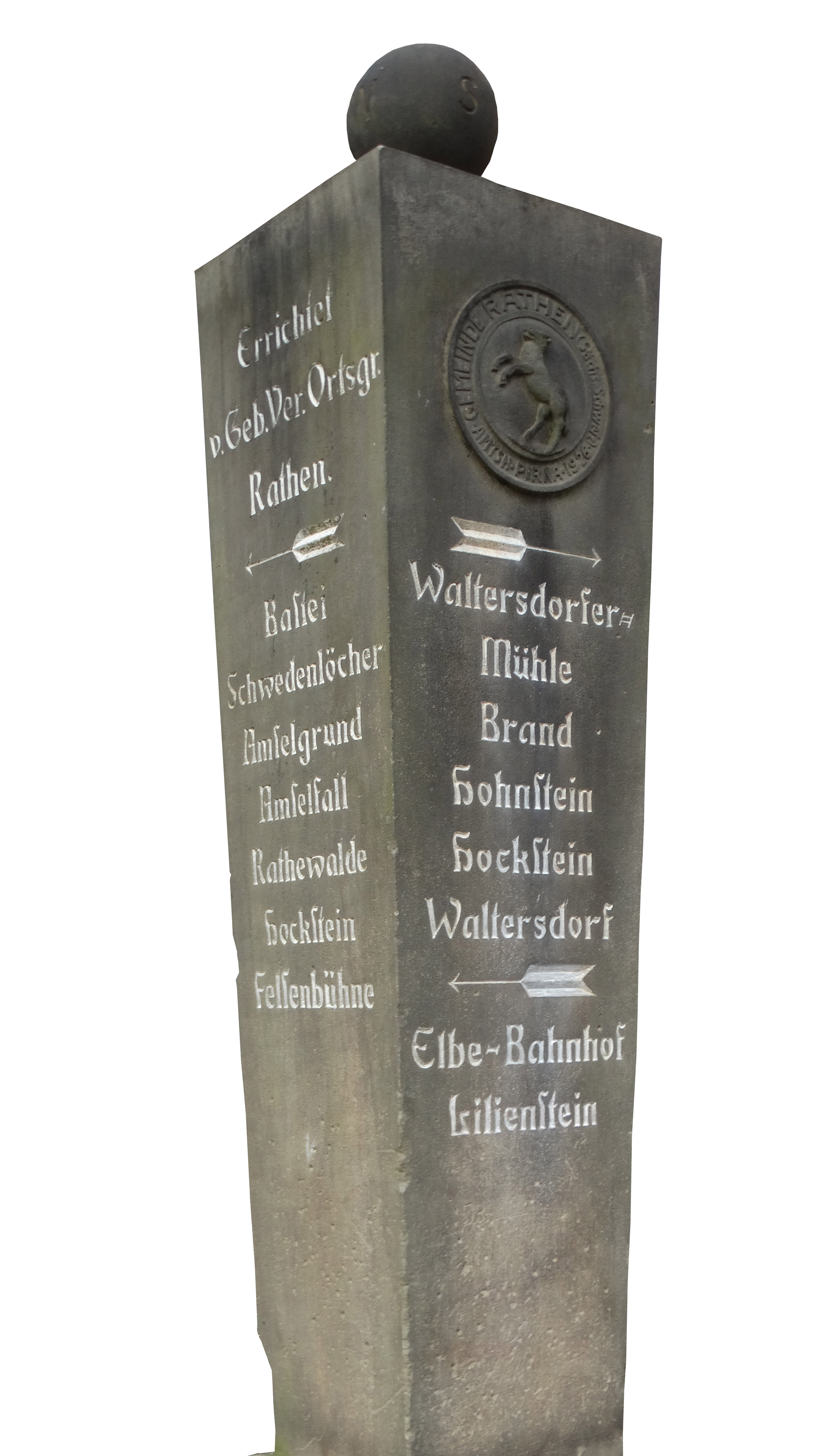
Wegweisersäule in Rathen (errichtet 1926)

## Ehrenmitglieder
- Carl Eschebach (1842–1905), Geheimer Kommerzienrat aus Dresden
- Oskar Lehmann (1847–1926), Heimatforscher, Vorsitzender des Gebirgsvereins
- Alfred Meiche (1870–1947), Historiker und Sprachforscher, Vorsitzender des Gebirgsvereins
- Sophus Ruge (1831–1903), Geograph, Vorsitzender des Gebirgsvereins
- Arthur Wallenstein (1860–1925), Pfarrer und Heimatkundler, Vorsitzender des Gebirgsvereins

## Veröffentlichungen (Auswahl)
- Über Berg und Tal. Organ d. Gebirgsvereins für die Sächsisch-Böhmische Schweiz (Digitalisat)
- Lugthurm-Album: Rundsicht vom Lugthurm unweit Niedersedlitz bei Dresden. Dresden 1880 (Digitalisat)
- Partie-Buch. Vorschläge zu allgemeinen Ausflügen im Gebiete der einzelnen Sectionen des Gebirgsvereins für die sächs. böhm. Schweiz. Dresden 1883 (Digitalisat)
- Dresden und die Sächsische Schweiz: Vereinsbuch des Gebirgsvereins für die Sächsische Schweiz, Bibliogr. Inst., Leipzig 1891 (Digitalisat)
- Jahresberichte der Sektion Dresden des Gebirgsvereins für die Sächsische Schweiz (Digitalisat)
- Jahresberichte der Ortsgruppe Dresden des Gebirgsvereins für die Sächsische Schweiz (Digitalisat)
- Bergblumen - illustrirte Blätter für Heimaths- und Alterthumskunde. hrsg. von der Section Strehlen des Gebirgsvereins für die Sächsische Schweiz (Digitalisat)